# 바사비 샤크티
바사비 샤크티(산스크리트어: वासवी शक्तिः)는 인도 신화의 서사시인 마하바라타에 나오는 아스트라의 일종으로, 마하바라타의 영웅 카르나가 황금갑옷과 귀걸이를 양도하는 조건으로 인드라로부터 받은 창이다.

## 신화
마하바라타에서 카르나와 적대하는 판다바의 셋째 영웅 아르주나의 아버지인 인드라는 아들인 아르주나를 도와주고 싶은 마음으로 아르주나의 숙적인 카르나가 태어날 때부터 입고 있는 황금 갑옷을 빼앗기 위해 갠지스강에서 순례하는 브라만으로 변신해 갠지스강에서 수리야에게 기도를 드리던 카르나의 앞에 나타나 카르나에게 황금 갑옷을 요구했다. 수리야가 카르나의 꿈에 나타나 인드라가 브라만으로 변신해 황금 갑옷을 달라 요구할 것이라며 미리 알려준 덕분에 이 브라만이 인드라라는 것을 눈치챈 카르나는 다른 걸 줄테니 요청을 거두어달라고 설득하지만, 인드라는 계속 거절하였고, 결국 이 요구를 받아들인 카르나는 갑옷과 귀걸이의 대가로 인드라의 가장 강력한 아스트라인 바사비 샤크티를 요구했고, 인드라는 단 한번만 바사비 샤크티를 사용할 수 있는 권한을 주며 거래를 수락한다. 카르나가 바사비 샤크티를 단 한번밖에 사용할 수 없다는 것을 알고 있던 크리슈나는 카르나가 아르주나말고 다른 사람에게 바사비 샤크티를 사용하게 하게 만들기 위하여 아르주나의 형제 중 괴력의 비마와 나찰 여인 사이에 태어난 가토가챠를 카르나와 싸우게 하였고, 가토카차는 신의 피와 나찰의 피를 모두 가지고 있는 강대한 존재였기에 결국 카르나는 단 한 번밖에 사용할 수 없는 일격필살의 신창인 바사비 샤크티를 사용해 가토가챠를 물리쳤지만, 아르주나와의 싸움에서 바사비 샤크티를 사용하지 못하게 되었으며 이는 아르주나에게 패배하는 요인중 하나가 되었다.

## 참고 문헌
- 마하바라타 저 크리슈나 다르마.나들목